# Posseju lebedu
Posseju lebedu (russisch Посею лебеду für Ich werde Melde säen oder Bald säe ich Melde) ist ein bekanntes russisches Volkslied.

## Inhalt
Eine Kosakin sät Melde, aber die Sonne vernichtet ihre Sämlinge. Die Frau schickt den Kosaken „nach Wasser“, und er kehrt nicht zurück. Danach beginnt sie zu träumen: „Wenn ich einen Rappen hätte…“ usw.

## Liedtext
| Original                                                                                               | Poetische Übersetzung |
| --- | --- |
| Посею лебеду на берегу, Мою крупную рассадушку, Мою крупную зеленую.                                   | Bald säe ich die Melde nah dem Fluß, Meine großen grünen Sämlinge, Meine jungen grünen Sämlinge.                                               |
| Погорела лебеда без дождя, Моя крупная рассадушка, Моя крупная зелёная.                                | In der Sonne war die Melde verdorrt, Meine großen grünen Sämlinge, Meine jungen grünen Sämlinge.                                               |
| Пошлю казака по воду, Пошлю да казака по воду. Ни воды нет, ни казаченька, Ни воды нет, ни казаченька. | Ich schicke den Kosaken zum Fluß, Ich schicke den Kosaken zum Fluß — Weder Wasser, noch der Mann sind da, Weder Wasser, noch der Mann sind da. |
| Кабы мне младой да ворона коня, Я бы вольная казачка была, Я бы вольная казачка была.                  | Wenn ich einen wilden Rappen hätte, ach! Wäre ich so frei und schnell wie der Wind, Eine lachende Kosakin zu Pferd.                            |
| Скакала бы, плясала по лугам, По зелёным по дубравушкам, По зелёным по дубравушкам.                    | Ich rennte durch die Wiesen Tag und Nacht, An den Felder und Wälder vorbei, An den grünenden Wälder vorbei.                                    |
| С донским с молодым казаком, С удалым добрым молодцем, С удалым добрым молодцем.                       | Ich drehte den Knaben im Kreis, Ich tantzte mit dem Knaben im Kreis, Mit dem tapferen Kosakenchen, Mit dem schneidigen Kosakenchen.            |

## Historischer Hintergrund
Einige Forscher zählen Posseju lebedu zu den Reigen-, Tanz- oder Soldatenliedern. Trotzdem gilt das Lied als ein Weihnachtslied, oft singt man es während der zwölf Weihnachtstage. Manchmal spielt man seine Melodie als die Begleitung in der  Quadrille.

## Bearbeitungen und Interpretationen
Posseju lebedu wurde bekannt durch die Interpretationen von Lidija Ruslanowa und Ljudmila Sykina. Verschiedene Komponisten (u. a. Sergei Kondratjew, Nikolai Kutusow) schrieben Musik zu diesem Lied.